# Jazzwalzer
Der Jazzwalzer ist eine Komposition im 3⁄4-Takt, die in einem Swingrhythmus interpretiert wird. Dabei ergeben sich Polyrhythmen 2 gegen 3, auch bekannt als „Wurstbutterbrot“.
Der erste aufgenommene Jazz-Walzer ist Waltzing the Blues von Benny Carter (1936). 1942 verfasste Fats Waller seinen Jitterbug Waltz, der „auf raffinierte Weise die Synkopierung des Boogie mit dem Dreivierteltakt verbindet“.  Weitere bekannte Jazzwalzer sind: Some Day My Prince Will Come, Waltz for Debby, Valse Hot (Sonny Rollins), Bluesette (Toots Thielemanns) und der Fire Waltz (Mal Waldron) und das durch John Coltrane bekannt gewordene My Favourite Things. Erst seit den 1950er Jahren fanden Jazzwalzer ihren Einzug ins Repertoire des Jazz. Das erste Jazzalbum, das nur Titel im 3/4-Takt enthielt, war Jazz in 3/4 Time von Max Roach (1957); auch das Album He and She von Wynton Marsalis enthält nur Jazzwalzer.